# Очиров, Валерий Николаевич
Вале́рий Никола́евич Очи́ров (род. 22 марта 1951, Аралсульфат, Аральский район, Кызылординская область, Казахская ССР, СССР) —  советский и российский военный и политический деятель, генерал-лейтенант, Герой Советского Союза.

## Биография
Родился 22 марта 1951 года в посёлке городского типа Аралсульфат Аральского района Кзыл-Ординской области Казахской ССР в семье калмыка и русской.
В 1963 году семья Очировых переехала в Элисту. После окончания средней школы Элисты работал слесарем по ремонту автомобилей.

### Образование
Окончил Сызранское высшее военное авиационное училище лётчиков в 1974 году, Военно-политическую академию им. Ленина в 1985 году, Академию Генерального штаба ВС СССР в 1991 году.

### Военная служба
На военной службе с 1969 года.
Служил в военной авиации на различных командных должностях вплоть до первого заместителя командующего авиацией сухопутных войск России, освоил 10 типов летательных аппаратов.
Принимал участие в боевых действиях в Афганистане (1980—1981, 1984—1985), совершил 867 боевых вылетов.
21 февраля 1985 года присвоено звание Героя Советского Союза.

### Политическая деятельность
С 1989 по 1991 год — народный депутат СССР от Университетского национально-территориального избирательного округа № 548 Калмыцкой АССР, заместитель председателя Комитета Верховного Совета по делам обороны и безопасности, участвовал в разработке Договора ОСВ-1 (1991). Принимал участие в обеспечении ввода миротворческих войск в зону грузинско-абхазского конфликта (1992—1993), в организации обеспечения миссии ООН в Анголе и Камбодже (1993—1994).
В 1993 году работал заместителем председателя Временной администрации по ликвидации последствий осетино-ингушского конфликта.
В апреле 1993 года баллотировался на пост президента Калмыкии, занял второе место.
С 1994 по 1996 год — заместитель начальника Главного контрольного управления Президента РФ. 

## Награды
- Герой Советского Союза (21 февраля 1985)
- Орден Ленина
- Два Ордена Красной Звезды
- медали
- Заслуженный военный летчик Российской Федерации (26 декабря 1994) — за особые заслуги в освоении авиационной техники, высокие показатели в воспитании и обучении летных кадров и многолетнюю безаварийную летную работу в военной авиации[2]